# 桑托斯盧薩爾多國家公園
桑托斯盧薩爾多國家公園是委內瑞拉的國家公園，位於該國西南部，由阿普雷州負責管轄，面積5,844平方公里，始建於1937年2月13日，平均溫度28至35攝氏度。

## 外部連結
- Google Maps (Mapa):  （页面存档备份，存于）
- WikiMapia (Satélite):  （页面存档备份，存于）
- Inparques. Parque Nacional Santos Luzardo
- Decreto de creación del parque nacional （页面存档备份，存于）
- Inparques: Santos Luzardo